# Helden van Olympus
Helden van Olympus is een vijfdelige boekenreeks die geschreven is door Rick Riordan. De boeken zijn een vervolgreeks op zijn Percy Jackson en de Olympiërs-serie.
Helden van Olympus verschilt van zijn voorgangerreeks Percy Jackson en de olympiërs voornamelijk door het feit dat er nu ook Romeinse (half)goden in meespelen en dat het verhaal niet meer vanuit Percy's ik-perspectief wordt verteld, maar vanuit verschillende hij/zij-perspectieven per boek.

## Inleiding
We weten al dat er Griekse goden en halfgoden bestaan. Deze goden kunnen zich ook in hun Romeinse versie manifesteren. Dat betekent dat er ook Romeinse halfgoden bestaan. Bij beide kampen (Grieken en Romeinen) gaan er verhalen over het andere kamp, maar er zijn er maar weinigen die weten dat de andere groep echt bestaat. Dat gaat veranderen.
De Grieken en Romeinen kunnen elkaar niet luchten of zien: ze zien elkaar zowat als rivalen. De laatste keer dat ze elkaar ontmoetten ontketenden ze de Amerikaanse Burgeroorlog: de Grieken waren Noordelijk, de Romeinen waren Zuidelijk, zo wordt verteld.
Het lijkt erop dat alles terug goed gaat. Kronos is samen met zijn leger voorgoed verslagen en er lijkt niets waar de Grieken zich zorgen om moeten maken. Maar diep in de aarde roert zich een wezen dat ruzie zoekt. En het zal het krijgen ook.
Om deze vijand te verslaan, moeten de Griekse en Romeinse halfgoden samenwerken, maar dat is makkelijker gezegd dan gedaan. Hera heeft een idee - een dat haar onder de halfgoden niet populair zal maken. Als haar idee lukt en de halfgoden, zonder dat ze het weten, meewerken, kan hun vijand misschien verslagen worden. Als de Grieken en Romeinen niet samenwerken, niet.

## Boek 1: De Verloren Held
Kamp Halfbloed staat al drie dagen in rep en roer. Zes maanden geleden hebben de Griekse halfgoden Kronos verslagen, onder leiding van Percy Jackson, die zich nu zowat heeft ontwikkeld als de halfgoddelijke leider van het kamp, onder meneer D. Drie dagen geleden verdween Percy ineens. Annabeth, die nu officieel Percy's vriendin is, is de wanhoop nabij. Wat moet ze doen? Dan verschijnen er een paar speciale halfgoden, waarvan één meer lijkt te weten. Maar kan ze deze halfgoden vertrouwen; ze doen zo raar...
Jason Grace is verbijsterd. Hij wordt wakker in een bus met naast hem een meisje, Piper McLean, en een jongen, Leo Valdez. Hij kan zich niets herinneren. Blijkbaar is Piper zijn vriendin en Leo zijn beste vriend, maar hij kan zich niet herinneren dat hij hen ooit heeft gezien. Ook weet hij niets van een uitstap van de school waar hij heen gaat, een school voor probleemkinderen.
Wanneer ze aan de Grand Canyon aankomen, worden ze aangevallen door een paar vreemde wezens. Na een tijd arriveren Annabeth en Butch (een zoon van Iris). Annabeth is op zoek naar een jongen die Percy Jackson heet: de Griekse godin Hera vertelde haar dat ze op die plek een aanwijzing over hem zou vinden.
Het blijkt dat Jason een zoon is van Jupiter, Zeus' Romeinse vorm. De drie kinderen zijn nog maar goed over hun ontdekkingen heen of ze worden al op queeste gestuurd om Hera te redden, die gevangen is genomen door een mythisch monster, genaamd: Porphyrion. Het wordt een reis vol gevaren en geheimen. Piper krijgt tijdens de tocht visioenen. haar vader, de beroemde Tristan McLean wordt gevangen gehouden door een Gigant. wil ze hem redden, dan moet ze de queeste afbreken en haar vrienden opofferen. hoever wil Piper gaan tot het redden van haar vader?

## Boek 2: De Zoon van Neptunus
Percy Jackson kan zich niets meer herinneren, behalve de naam van zichzelf en die van een meisje: Annabeth. Hij weet niet waar hij is, noch hoe hij daar geraakt is. Hij weet enkel nog dat hij al een hele tijd achterna wordt gezeten door een stel lastige vrouwen die zich gorgonen noemen. Wanneer hij ontsnapt, krijgt hij hulp van Juno. Ze vertelt hem na een tijdje dat zij eigenlijk Juno is, de Romeinse vorm van Hera. Als hij Juno helpt, zal zij iets terugdoen.
Uiteindelijk komt hij op zijn bestemming aan: Kamp Jupiter in Nieuw Rome, een kamp voor Romeinse halfgoden. Langzaam begint Percy zich het een en ander te herinneren, maar het gaat traag, te traag.
Al snel wordt hij op queeste gestuurd, samen met een paar van zijn nieuwe vrienden: Hazel Levesque, een dochter van Pluto, en Frank Zhang, een zoon van Mars. Het is dringend, want het is de bedoeling dat ze Thanatos bevrijden, de god der doden. Thanatos is gevangengenomen en zolang hij niet vrij is, kunnen de doden terug levend worden, ook als het monsters zijn.
Al snel komt Percy erachter dat Frank twee flesjes Gorgonenbloed bij zich heeft. Het ene geneest, het andere doodt. Helaas zien beide flesjes er hetzelfde uit. Wanneer ze de voorspellend lezende harpij Ella willen redden, doet Percy een weddenschap. Hij drinkt een van de flesjes, in de hoop dat het het goede is. Percy heeft goed gegokt. Langzaam komt zijn geheugen weer terug, wat voor Percy soms fataal is.
Het wordt een race tegen de klok, ook omdat Nieuw Rome bedreigd wordt. Kunnen Percy, Hazel, Frank en andere Romeinen hun opdrachten volbrengen en de slag tegen Gaia, Moeder Aarde, winnen?

## Boek 3: Het teken van Athena
Annabeth is gelukkig. Eindelijk kan ze Percy terug in haar armen sluiten! Maar ze ontdekt al snel dat alles misgelopen is en dat de Romeinen ook op de hoogte zijn van de geweldig grote dreiging. Ze moeten hun krachten verenigen om Gaia te stoppen, of het is het einde voor de mens en (half)goden. Ook heeft Annabeth een opdracht van haar moeder Athena gekregen: "Zoek het Teken van Athena en wreek mij!" Wat heeft dat te betekenen?
De krachten tussen Romeinen en Grieken worden, met behulp van Percy en Jason, gebundeld om een levensgevaarlijke reis te maken: ze moeten op zoek naar het Teken van Athena, dat hen kan helpen bij de strijd tegen Gaia. Dit Teken bevindt zich echter in het echte Rome. En de Middellandse Zee is tien keer zo gevaarlijk als Amerika: het Oude Land wordt geteisterd door monsters.
Voor ze in Rome geraken, moeten ze eerst in Amerika een aantal gevaarlijke hindernissen ondernemen.

## Boek 4: Het huis van Hades
De Deuren des doods moeten gesloten worden. Deze liggen in de Tartarus. Tartarus is de donkerste, diepste plek van de Onderwereld. De deuren moeten zowel langs de binnen- als buitenkant van Tartarus toegedaan worden.
Jason, Piper, Hazel, Frank, Leo, Nico reizen naar het Huis van Hades, een ondergrondse tempel in Epirus, Griekenland, om de deuren langs de buitenkant te sluiten. Maar hoe zit het langs de binnenkant?
Percy en Annabeth zijn samen in de duisternis gevallen, recht in Tartarus. Ze moeten een reis ondernemen door de gevaarlijkste plek op de aarde. Ook zitten hier hun oude vijanden. Terwijl ze gevechten leveren tegen Gaia's krachten, moeten ze de Deuren zien te sluiten langs de binnenkant van Tartarus.
Ondertussen lopen de spanningen tussen de Romeinen en Grieken in Amerika wel zeer hoog op. Kan een gevecht vermeden worden?

## Boek 5: Het bloed van Olympus
De zeven verenigde Griekse en Romeinse halfgoden van de Argo II reizen af naar Athene in een laatste poging om te voorkomen dat Gaia ontwaakt en de aarde vernietigt, terwijl Reyna, Nico en Coach Hedge met de Athena Parthenos op sleeptouw naar kamp Halfbloed afreizen, in de hoop een oorlog te voorkomen tussen de groepen van Griekse en Romeinse halfgoden, en ze te verenigen. Gaia zal herrijzen als twee van de Zeven op de zoektocht zijn opgeofferd aan haar tijdens het feest van Spes, en haar kinderen, de al herrezen Giganten, die alleen overwonnen kunnen worden door halfgoden en goden samen te laten werken. Met de Griekse en Romeinse aspecten van de goden die tegen elkaar strijden, kunnen de Zeven niet de hulp van de goden verwachten, maar ze moeten een manier vinden om de planeet te redden en allen die erop leven. Het bloed van Olympus zal voldoen aan de volgende regels van de profetie: 'Aan storm of vuur gaat de wereld teloor. Met een laatste ademtocht wordt bezegeld de eed'. Het huis van Hades geeft enkele hints op de derde regel van de profetie ('Met een laatste ademtocht wordt bezegeld de eed') wanneer Leo zweert op de rivier de Styx om Calypso te bevrijden van Ogygia.

## Voorloperreeks en vervolg
"Helden van Olympus" is de tweede reeks in een vijftiendelig verhaal dat Riordan omschrijft als de "Kamp Halfbloed-serie". "Helden van Olympus" werd voorafgegaan door "Percy Jackson en de Olympiërs", ook bestaande uit vijf boeken maar enkel met Griekse personages erin voorkomend. Na "Helden van Olympus" komt er nog een reeks, namelijk "De beproevingen van Apollo"

## Personages
Voor meer informatie over personages die in de voorgaande reeks voorkomen, zie Percy Jackson en de Olympiërs.
- Percy Jackson is nu zestien jaar. Hij speelt geen rol in het eerste boek, hoewel de titel ervan ook op hem slaat: hij is ook een verloren held. Hij is bij zijn aankomst in Nieuw Rome zijn hele verleden vergeten, maar dat komt langzaam terug. Het enige wat hij zich herinnert is Annabeths naam. Dat is waarschijnlijk zo omdat hij haar zag toen hij in de rivier de Styx baadde, waardoor zij zijn 'sterfelijke punt' is. Hij wordt er bevriend met Hazel en Frank, en na een tijd ook Reyna, de praetor (leider) van het kamp. Hij is door Hera/Juno verwisseld met Jason. Percy wordt aan het einde van De Zoon van Neptunus, na een grote veldslag door de Romeinse kampers vrijwillig tot hun tweede praetor verkozen, naast Reyna. Door verschillende omstandigheden is er een kleine rivaliteit tussen hem en Jason. Percy wordt beschouwd als de machtigste levende halfgod en is deel van de Tweede Grote Profetie.
- Annabeth Chase is ook zestien jaar en nu de (vaste) vriendin van Percy. Ze is dan ook zeer bezorgd wanneer hij verdwijnt. Ze gaat samen met Jason, Leo en Piper naar Nieuw Rome en later ook naar Europa. Ze maakt deel uit van de Tweede Grote Profetie. Annabeth moet van haar moeder op zoek naar het Teken van Athena en haar wreken. Ondanks dat zal Annabeth, moest het nodig zijn, nog veel eerder Percy redden dan haar moeder te gehoorzamen. Ze heeft gezworen dat ze Percy nooit meer uit het oog zal verliezen nadat ze hem gevonden heeft. Het lukt haar uiteindelijk om haar moeders opdracht te voltooien.
- Leo Valdez is een vijftienjarige Griekse halfgod, een zoon van Hephaistos. Hij is hierdoor zeer goed met vuur en machines. Hij is ook speciaal, want hij is het eerste kind van Hepaistos in tijden die 'Macht over het Vuur' heeft. Dit betekent dat hij vuur kan besturen en maken. Hij is ook tegen vuur bestendig. Leo is onderdeel van de Tweede Grote Profetie. Hij is een achterkleinzoon van Sammy Valdez, Hazels oude vriend.
- Piper McLean is de vijftienjarige dochter van Aphrodite. Ze heeft de mogelijkheid om met haar stem anderen te bezweren, waardoor die alles doen/geloven wat Piper zegt. Piper draagt het mes Katropis, dat ooit toebehoorde aan Helena van Troje. Piper maakt deel uit van de Tweede Grote Profetie. Ze is de vriendin van Jason, hoewel ze bang is dat die nog gevoelens koestert voor Reyna.
- Nico di Angelo is de dertienjarige zoon van Hades. Nico heeft grotendeels macht over de dood, hij kan bijvoorbeeld skeletten besturen en hij heeft interactie met geesten. Hij is toen zijn zus Bianca (in het derde boek) stierf een beetje emo-achtig geworden. Nico was de eerste Griek die het bestaan van Nieuw Rome en Kamp Jupiter kende, hoewel hij daar toen eerst nog bekendstond als 'ambassadeur van Pluto' .
- Jason Grace is de praetor van Kamp Jupiter, voor hij door Hera naar de Grand Canyon werd gekatapulteerd en zijn geheugen verloor. Hij is samen met Piper. Jason is zestien en een zoon van Jupiter. Hierdoor kan hij alles wat zich in de lucht bevindt, controleren. Hij kan winden doen ontstaan, bijvoorbeeld. Jason is een figuur uit de Tweede Grote Profetie.
- Hazel Levesque is de dertien jaar oude dochter van Pluto. Hierdoor heeft ze controle over edelstenen en dure metalen. Hoewel er ook een vloek op haar rust die daar mee te maken heeft. Ze werd eigenlijk geboren voor de Tweede Wereldoorlog en stierf in het gevecht tegen Gaia. Zeventig jaar later werd ze gevonden door Nico in de Onderwereld en terug tot leven gewekt. Op het moment heeft ze een relatie met Frank Zhang, hoewel ze vroeger een jongen, Sammy Valdez genaamd, kende, die de overgrootvader van Leo was. Leo lijkt blijkbaar sterk op Sammy. Hazel is het zesde lid van de Tweede Grote Profetie.
- Frank Zhang is vijftien en de zoon van Mars. Hij is echter ook een soort halfbroer van Percy omdat zijn moeder van Poseidon afstamde. Frank is Canadees van nationaliteit maar heeft Chinese, Romeinse en Griekse trekken. Frank kan aan gedaanteverwisseling doen. Frank heeft een relatie met Hazel, hoewel hij Leo als zijn rivaal beschouwt. Frank is in het bezit van het Levensvuur, dat voor hem het verschil maakt tussen leven en dood. Frank is het laatste en zevende lid van de Tweede Grote Profetie.
- Reyna Ramírez-Arellano is de praetor van Kamp Jupiter. Ze koestert gevoelens voor Jason en is dus ook jaloers op Piper, ondanks het feit dat ze ook geprobeerd heeft om Percy te versieren. Eerst mocht ze Percy niet - hij was haar al een keer tegengekomen op Circe's Eiland en Reyna had daar slechte herinneringen aan - maar later geeft ze toe dat ze hem als vriend beschouwt. Reyna's zus Hylla is de Koningin der Amazones. Reyna vroeg al op voorhand aan Percy of hij haar medepreator wilde worden, maar toen zei hij nee. Nadat hij hen had geholpen, werd hij, onder leiding van Reyna, onder luid gejuich tot praetor gekroond aan Reyna's zijde.